# No More Color
No More Color è il terzo disco del gruppo thrash metal svizzero Coroner, pubblicato nel 1989 dalla Noise.

L'album è stato registrato negli studi Sky Trak di Berlino in Germania e mixato da Scott Burns e Dan Johnson presso Morrisound Recording di Tampa in Florida .
 
Nel 2014 è stato ristampato da Death Cult Switzerland, l'etichetta di proprietà della band.
| Recensione          | Giudizio |
| ------------------- | -------- |
| Rock Hard (tedesco) | [ 2 ]    |

## Tracce
1. Die by My Hand – 3:46
2. No Need to Be Human – 4:31
3. Read My Scars – 4:32
4. D.O.A. – 4:19
5. Mistress of Deception – 4:57
6. Tunnel of Pain – 4:30
7. Why It Hurts – 3:47
8. Last Entertainment – 4:00

## Formazione
- Ron Royce - voce e basso
- Tommy T. Baron - chitarra
- Marquis Marky - batteria